# Siemiątkowo (gmina)
Siemiątkowo (daw. gmina Gradzanowo; do 1 stycznia 2004 gmina Siemiątkowo Koziebrodzkie) – gmina wiejska w województwie mazowieckim, w powiecie żuromińskim. W latach 1975–1998 gmina położona była w województwie ciechanowskim.
Siedzibą gminy jest Siemiątkowo.
30 czerwca 2004 gminę zamieszkiwały 3633 osoby.

## Struktura powierzchni
Według danych z roku 2002 gmina Siemiątkowo ma obszar 112,07 km², w tym:
- użytki rolne: 74%
- użytki leśne: 19%

Gmina stanowi 13,92% powierzchni powiatu.

## Demografia

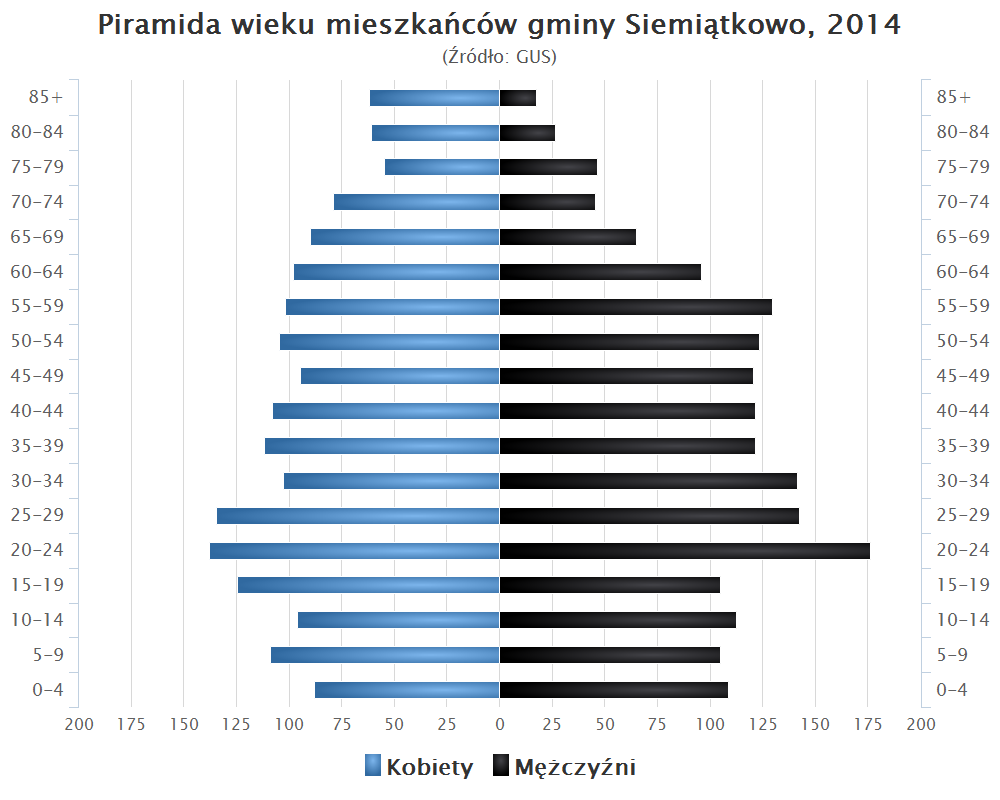
Piramida wieku mieszkańców gminy Siemiątkowo w 2014 roku

Dane z 30 czerwca 2004:
| Opis                              | Ogółem | Ogółem | Kobiety | Kobiety | Mężczyźni | Mężczyźni |
| --------------------------------- | ------ | ------ | ------- | ------- | --------- | --------- |
| jednostka                         | osób   | %      | osób    | %       | osób      | %         |
| populacja                         | 3633   | 100    | 1799    | 49,5    | 1834      | 50,5      |
| gęstość zaludnienia (mieszk./km²) | 32,4   | 32,4   | 16,1    | 16,1    | 16,4      | 16,4      |

## Sołectwa
Antoniewo, Budy Koziebrodzkie, Dzieczewo, Goszczk, Gradzanowo Kościelne, Gutkowo, Krzeczanowo, Łaszewo, Nowa Wieś, Nowe Budy Osieckie, Nowopole, Osowa Drobińska, Pijawnia, Rostowa, Siciarz, Siemiątkowo, Siemiątkowo-Rogale, Sokołowy Kąt, Stare Budy Osieckie, Suwaki, Wojciechowo, Wola Łaszewska, Ziemiany.

## Pozostałe miejscowości
Chomęc, Chrapoń, Cyndaty, Dzban, Julianowo, Karolinowo, Kolonia Łaszewska, Kolonia Siemiątkowska, Łaszewo-Wietrznik, Osowa Krzeczanowska, Osowa Łaszewska, Siemiątkowo-Kosmy, Siemiątkowo-Rechty, Siemiątkowo-Siódmaczka, Wolany, Zaborze Krzeczanowskie, Złe Borki.

## Sąsiednie gminy
Bieżuń, Raciąż, Radzanów, Zawidz